# Nicolò Turrisi Colonna
Nicolò Turrisi Colonna (Palermo, 10 agosto 1817 – Palermo, 13 maggio 1889) è stato un politico italiano.

## Biografia
Figlio del barone Mauro Turrisi di Buonvicino e di donna Rosalia Colonna dei duchi di Cesaró, era fratello di due artiste, la poetessa Giuseppina e la pittrice Annetta. Si dedicò in giovane età alla politica ed alla lotta antiborbonica. Durante la rivoluzione siciliana del 1848 ricevette il primo incarico politico nel 1849, quando il provvisorio governo rivoluzionario siciliano lo nominò Ministro dell'Agricoltura e Commercio, ma alla caduta del governo si ritirò a vita privata.
Nel 1860 ricevette gli onori di Garibaldi che gli affidò cariche onorifiche e quella di comandante della Guardia nazionale. Nel 1861 fu eletto deputato del regno d'Italia e si dimise nel dicembre 1862.
Nel novembre 1865 venne nominato senatore del Regno d'Italia. Presidente del Consiglio provinciale di Palermo (1867-1878).
Fu per due volte sindaco di Palermo (1881-1882 e 1886-1887).
A lui è legata una tra le prime testimonianze sull'esistenza della mafia siciliana. Egli, infatti, nel 1864 scrisse un pamphlet, Pubblica sicurezza in Sicilia nel 1864, in cui denunciò l'esistenza di una organizzazione criminale, detta mafia appunto, che minacciava i proprietari terrieri e i contadini e che aveva particolari rituali e una struttura molto articolata. Un'organizzazione molto pericolosa, nata a suo dire qualche decennio prima, che andava sconfitta non con il pugno di ferro del governo della Destra ma con riforme civilizzatrici.
Decise di scrivere questo pamphlet perché l'anno precedente, nel 1863, era stato aggredito da alcuni banditi all'altezza della Noce e dell'Olivuzza, rischiando la vita, proprio per vicende legate alla mafia.
La sua figura, però, risulta piuttosto controversa in quanto egli, a quanto pare, era il protettore politico di un altro mafioso, Antonino Giammona, boss dell'Uditore, noto per la sua violenza. Domenico Farini, presidente del Senato, ricorderà come nel ’76 i deputati Morana e La Porta gli abbiano confidato che il Turrisi è il «capo della mafia». Turrisi Colonna, inoltre, in occasione dell'inchiesta sulle condizioni della Sicilia  svolta nel 1876 da Sidney Sonnino e Leopoldo Franchetti, venne intervistato dai due parlamentari ma rinnegò le posizioni assunte nel 1864 e, addirittura, quasi negò l'esistenza della mafia. I due, dopo questo incontro alquanto deludente rispetto alle aspettative, arrivarono ad accusarlo di essere il protettore politico della mafia.

## [1]Altri progetti
- Wikimedia Commons contiene immagini o altri file su Nicolò Turrisi Colonna